# Орлов, Евгений Юрьевич (1991)
Евгений Юрьевич Орлов (род. 4 февраля 1991, Магнитогорск, Челябинская область) — российский хоккеист, вратарь.

## Биография
Начал заниматься хоккеем в магнитогорском «Металлурге», затем в составе юношеской команды казахстанской «Астаны» участвовал в первенстве России региона Урал — Западная Сибирь. В сезоне 2006/07 провёл один матч за «Металлург-2» Магнитогорск в первой лиге. В сезоне 2008/09 был в составе казанского «Ак Барса-2». Играл в фарм-клубах «Ак Барса» «Барс» (2009/10 — 2011/12, МХЛ) и «Ирбис» (2011/12 — 2012/13, МХЛ-Б). В сезоне 2013/14 играл в Кубке Казахстана за «Беркут» Караганда и в чемпионате Казахстана за «Алматы». Следующий сезон пропустил, в сезоне 2015/16 сыграл четыре матча за команду ВХЛ «Рязань». Летом 2016 года перешёл в «Ростов» из ВХЛ-Б, после двух проведённых матчей подписал контракт с венгерским клубом МОЛ-лиги «Дебрецен». Выступал за команды «Спутник» Нижний Тагил (ВХЛ) и «Юниор-Спутник» (ВХЛ-Б, 2017/18) и «Чебоксары» (ВХЛ-Б, 2018/19)
Победитель хоккейного турнира Универсиады 2011.